# Fred Van Hove

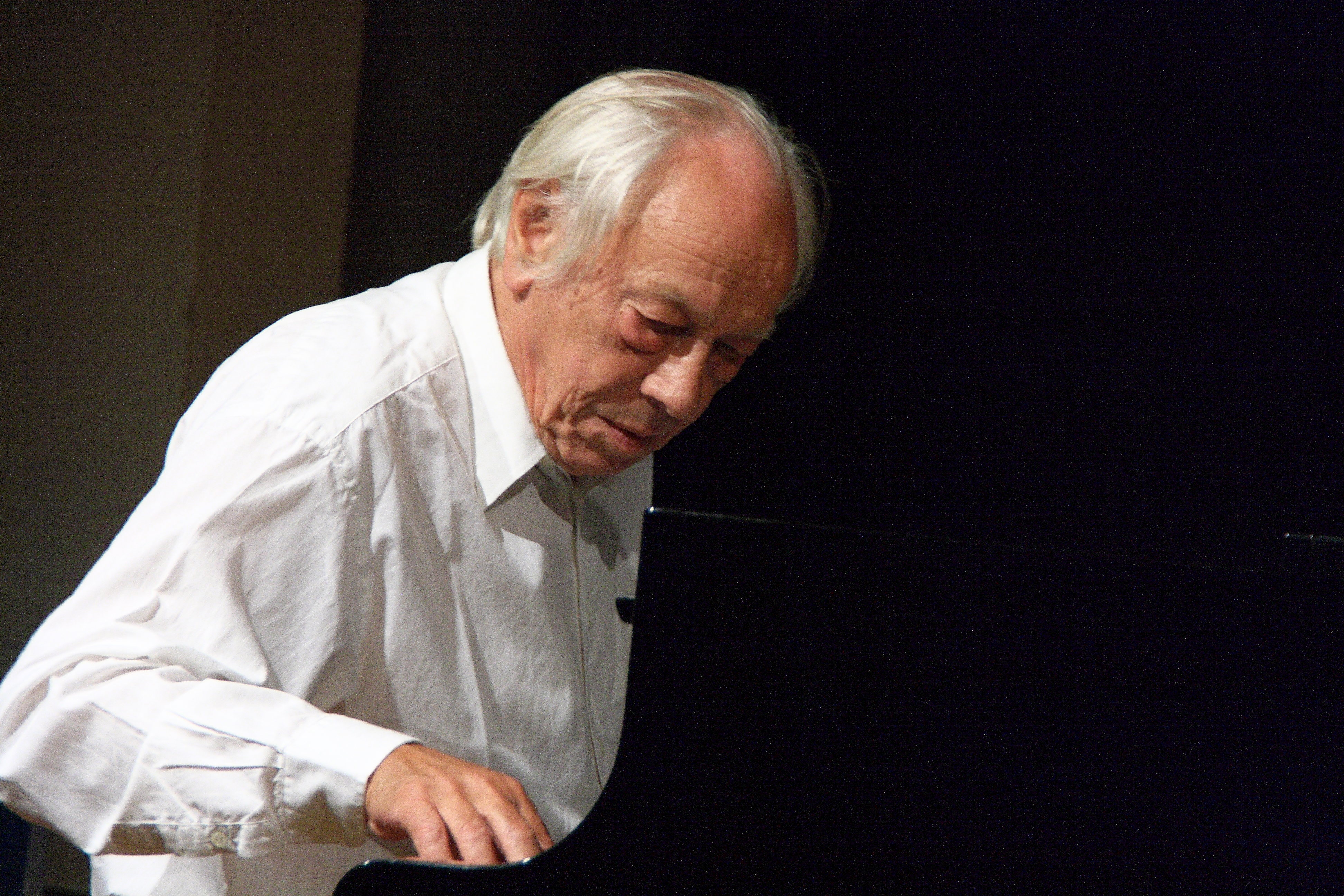
Fred van Hove mit QUAT im KULT, Niederstetten 2013.

Fred Van Hove (* 19. Februar 1937 in Antwerpen; † 13. Januar 2022) war ein belgischer Improvisationsmusiker (Piano, Orgel, Akkordeon, Stimme) und Komponist.

## Leben und Wirken
Van Hove studierte Piano, Musiktheorie und Harmonielehre an der belgischen Musikakademie und experimentierte zunächst mit verschiedenen Jazzstilen und Tanzmusik. Mit dem Saxophonisten Kris Wanders und dem Schlagzeuger Jan van den Ven ging Van Hove Anfang der 1960er Jahre die ersten Schritte hin zu einem freien Jazz. Nach einer ersten Begegnung mit dem Trio von Peter Brötzmann (damals mit Peter Kowald und Mani Neumeier) spielte Van Hove in den folgenden Jahren in verschiedenen größeren Konstellationen mit Brötzmann, Kowald, Buschi Niebergall und Sven-Åke Johansson. Nach Aufnahmen mit dem Brötzmann-Oktett (Machine Gun, 1968) und Manfred Schoof (European Echoes, 1969) entstand im Sommer 1970 mit Han Bennink die vermutlich bekannteste Combo im mitteleuropäischen Free Jazz, das Trio Brötzmann/van Hove/Bennink. Bis zur Auflösung 1975 spielte diese Band regelmäßig zusammen, für einige besondere Gelegenheiten  verstärkt um Albert Mangelsdorff.
Daneben spielte Van Hove auch als Solist auf Festivals der Neuen Musik und im Duo mit dem Saxophonisten Cel Overberghe. 1976 begann er, experimentelle Filme der 1920er-Jahre live mit improvisierter Musik zu begleiten. Als Solist begann er, auch auf der Kirchenorgel zu improvisieren. Er arbeitete weiterhin in verschiedenen Besetzungen zunächst mit Steve Lacy, Lol Coxhill, Mangelsdorff oder Phil Wachsmann, aber auch mit Vinko Globokar. In seinen Musica Libera-Gruppen seit den 1980er-Jahren spielten u. a. Paul Rutherford, Radu Malfatti, Günter Sommer, Mark Charig, Hans Reichel, Evan Parker, Barry Guy, Marilyn Crispell, Hannes Bauer, Ivo Vander Borght und Annick Nozati.
Im Bereich des Jazz war Van Hove laut Tom Lord zwischen 1968 und 2011 an 87 Aufnahmesessions beteiligt, zuletzt mit Els Vandeweyer, Paul Lovens und Martin Blume in der Formation Quat (Live at Hasselt). 2019 traf er sich wieder mit Brötzmann für einen Auftritt beim Summer Bummer Festival in Antwerpen; Die Aufführung wurde als limitierte LP (Front to Front) 2021 veröffentlicht.
Van Hove gab seine Forschungsergebnisse im Bereich der improvisierten Musik regelmäßig in Seminaren und Workshops weiter; daneben komponierte er für verschiedene Projekte und war seit 1972 in der Werkgroep Improvisierende Musici, einer belgischen Arbeitsgruppe zur Förderung und Verbreitung freier Musik, tätig.

## Diskographische Hinweise
- Suite for B… City (FMP, 1997)
- Konrad Bauer, Fred Van Hove, Johannes Bauer: Pijp (1997)
- Passing Waves (1998)
- Flux (1998)
- Frank Gratkowski, Fred Van Hove, Tony Oxley: GratHovOx (2002)
- Fred Van Hove & Wolfgang Fuchs: Facetten: Live at Total Music Meeting 2004 (2005)
- Journey (2008)
- Fred Van Hove, Paul Dunmall, Paul Rodgers, Paul Lytton: Asynchronous (2009)
- Fred Van Hove, Peter Jacquemin, Damon Smith: Burns Longer (2013)
- Fred Van Hove & Roger Turner:  The Corner (Relative Pitch, 2017)
- Fred Van Hove at 80 (2019)
- Fred Van Hove & Peter Brötzmann: Front to Front (2020)